# Atlanta, Kansas
Atlanta är en ort i Cowley County i Kansas. Vid 2010 års folkräkning hade Atlanta 195 invånare.